# Journal of Physical Chemistry Letters
Les Journal of Physical Chemistry Letters (« Lettres du Journal de chimie physique »), abrégés en J. Phys. Chem. Lett., sont une revue scientifique bimensuelle à comité de lecture qui publie des articles de recherche dans le domaine de la chimie physique.
La revue a été créée en 2010 pour recevoir les articles courts (« communications ») qui étaient auparavant publiés dans le Journal of Physical Chemistry (de 1896 à 1996) puis dans ses sections A, B et C (de 1997 à 2009).
D'après le Journal Citation Reports, le facteur d'impact des Journal of Physical Chemistry Letters était de 7,458 en 2014. L'actuel directeur de publication est George C. Schatz (Université Northwestern, États-Unis).